# Restless and Wild
Restless and Wild is het vierde album van de Duitse band Accept, uitgebracht in 1983.
Net als zijn voorganger Breaker klonk dit album rauw en vol energie. De groep kan als een pioneer beschouwd worden op het in die tijd nog vrij onbekende gebied van de speedmetal. Judas Priest verkende dit terrein met een nummer als "Exciter" van Stained Class uit 1978 en Accept deed iets soortgelijks met "Fast as a Shark", het openingsnummer van Restless and Wild, dat mede omwille van het opvallende intro beroemd werd.
Nog voor de opnames van dit album verliet gitarist Jörg Fischer de groep. Omdat er niet direct een geschikte opvolger gevonden werd, speelde Wolf Hoffmann zelf alle gitaarpartijen in. Tijdens de daaropvolgende tournee werd Accept ondersteund door gitarist Hermann Frank, die ook op de opvolger Balls to the Wall de gitaarpartij op zich nam. De albumhoes, waarop twee brandende Flying V's te zien zijn, geeft duidelijk weer hoe de optredens in die tijd eindigden.

## Nummers
1. Fast as a Shark (3:48)
2. Restless and Wild (4:11)
3. Ahead of the Pack (3:24)
4. Shake Your Heads (4:17)
5. Neon Nights (6:03)
6. Get Ready (3:41)
7. Demon's Night (4:27)
8. Flash Rockin' Man (4:28)
9. Don't Go Stealin' My Soul Away (3:15)
10. Princess of the Dawn (6:15)

## Bezetting
- Udo Dirkschneider - zang
- Wolf Hoffmann - gitaar
- Peter Baltes - basgitaar
- Stefan Kaufmann - drums